# Свети Николай (Еани)
„Свети Николай“ (на гръцки: Αγίου Νικολάου) е късносредновековна православна църква в Република Гърция, разположена в паланката Еани (Каляни), област Западна Македония, част от Сервийската и Кожанска епархия на Вселенската патриаршия.
Разположена е на 2 km югоизточно от Еани на няколко метра от църквата „Свети Архангел Михаил“. Храмът има фрески от 1552 година, изработена от свещеника Захарий, според запазения надпис и платени от първенеца Столис и жена му.
В 1995 година храмът е пострадва при Гревенското земетресение.